# Stateczność samolotu
Stateczność samolotu – właściwość samolotu polegająca na powracaniu do stanu równowagi, w przypadku gdy został on z tego stanu wytrącony. Drgania statecznego samolotu wytrąconego ze stanu równowagi są drganiami tłumionymi o zmniejszającej się amplitudzie drgań wraz z upływem czasu.
Pojęciem stateczności samolotu zajmują się działy mechaniki lotu oraz aeroelastyczności.

## Zachowanie samolotu w locie

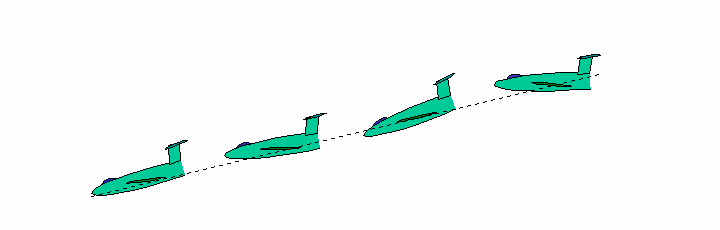
Oscylacje szybkie

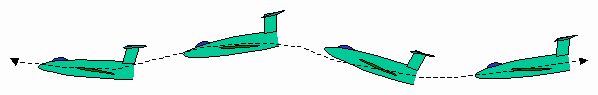
Oscylacje fugoidalne

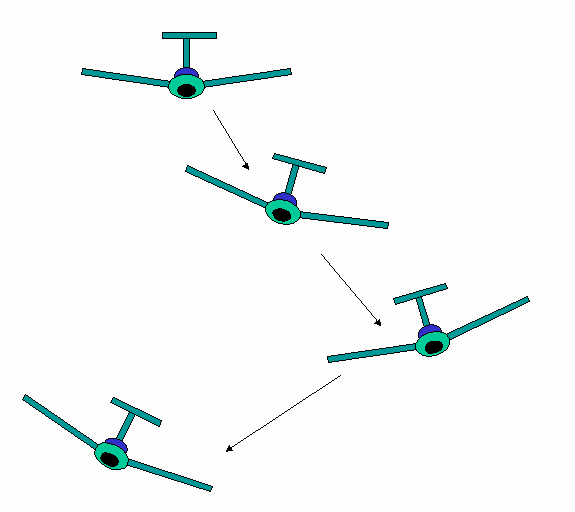
Holendrowanie

Ruchy kątowe samolotu

Ze względu na dużą ilość stopni swobody samolotu (związaną z jego ruchem postępowym, obrotowym, odkształceniami oraz ruchomością powierzchni sterowych) zachowanie samolotu w locie opisane jest nieliniowymi równaniami różniczkowymi, które nie posiadają rozwiązań analitycznych, a jedynie rozwiązania numeryczne (uzyskiwane metodami numerycznymi tylko dla konkretnych przypadków). Opis głównych postaci zachowań samolotu w locie jest jednak możliwy, jeśli przyjmie się:
- nieodkształcalność konstrukcji
- nieruchomość powierzchni sterowych
- założenie, że odchylenia są niewielkie.

Po przyjęciu tych uproszczeń liczba stopni swobody samolotu zmniejsza się do sześciu, wskutek czego możliwe jest otrzymanie głównych postaci ruchu, które zachodzą również w rzeczywistości:
- oscylacje szybkie – oscylacje kąta nachylenia o okresie kilku sekund, silnie tłumione, odczuwane jako wynik działania turbulencji atmosferycznych. Środek masy odchyla się nieznacznie od linii prostej, zmienia się kąt natarcia i przeciążenie
- oscylacje fugoidalne – oscylacje kąta nachylenia o okresie kilkudziesięciu sekund. Kąt natarcia nie ulega zmianie, zmienia się natomiast szybkość i wysokość. Postać ruchu słabo tłumiona
- holendrowanie – oscylacje przechylenia z jednoczesnym odchyleniem od kursu
- niestateczność spiralna – holendrowanie połączone z nagłą utratą wysokości.

## Warunki równowagi i stateczności

Stateczność statyczna

Samolot porusza się ustalonym lotem poziomym, jeżeli są spełnione warunki równowagi, tj. suma wszystkich sił zewnętrznych działających na samolot oraz momentów tych sił względem środka ciężkości samolotu jest równa zero:
- {\displaystyle P_{z}-P_{zh}-m\cdot g=0}

Suma sił nośnych skrzydeł oraz steru wysokości i ciężaru samolotu jest równa zeru
- {\displaystyle P_{zh}\cdot (a+b)-P_{z}\cdot a=0}

Suma momentów sił nośnych skrzydeł oraz steru wysokości i ciężaru samolotu względem środka ciężkości jest równa zeru.
Warunek stateczności statycznej określa maksymalne przesunięcie środka masy do tyłu zapewniające jeszcze stateczność statyczną i sprowadza się do wymagania, aby moment względem środka masy od powiększenia siły nośnej na skrzydle i na usterzeniu wysokości działał w kierunku zmniejszenia kąta natarcia:
{\displaystyle {\frac {dP_{z}}{d\alpha }}\cdot a<{\frac {dP_{zh}}{d\alpha }}\cdot (a+b),}
gdzie:
{\displaystyle P_{z}} – siła nośna skrzydła,
{\displaystyle P_{zh}} – siła nośna usterzenia wysokości,
{\displaystyle a} i {\displaystyle b} – odległości rzutów sił nośnych na poziomą oś przechodzącą przez środek masy od środka masy,
{\displaystyle \alpha } – kąt natarcia.

## Samolot niestateczny statycznie
Samolot bardzo stateczny ma ograniczoną sterowność, dlatego czasami (najczęściej w samolotach bojowych) przesuwa się środek masy samolotu do tyłu, co ogranicza jego stateczność lub prowadzi do niestateczności w celu poprawy zdolności szybkiego manewru. Lot samolotu celowo pozbawionego stateczności statycznej jest niemożliwy bez interwencji pilota i prowadzi do przeciągnięcia lub zniszczenia przez przeciążenie, dlatego stosuje się wówczas systemy automatycznej stabilizacji zapewniające sztuczną stateczność. Dzięki zastosowaniu tych rozwiązań samolot jest zarówno zwrotny, jak i stateczny.